# 5997 Дірак
5997 Дірак (5997 Dirac) — астероїд головного поясу, відкритий 1 жовтня 1983 року.
Тіссеранів параметр щодо Юпітера — 3,627.